# Fortunguavis
Fortunguavis is een geslacht van uitgestorven vogels, behorend tot de Enantiornithes, uit het Vroeg-Krijt van het huidige China.
In 2014 werd de typesoort Fortunguavis xiaotaizicus benoemd en beschreven door Wang Min, Jingmai Kathleen O’Connor en Zhou Zhonghe. De geslachtsnaam is een combinatie van het Latijn fortis, 'sterk', unguis, 'klauw' en avis, 'vogel' en verwijst naar de sterke voetklauwen. De soortaanduiding verwijst naar de herkomst bij het dorp Xiaotaizi nabij de stad Lamadong.
Het holotype IVPP V18631 is gevonden in een laag van de Jiufotangformatie die dateert uit het Laat-Aptien tot Vroeg-Albien. Het bestaat uit een in verband liggend vrijwel compleet skelet met schedel, platgedrukt op een plaat. Uitgebreide resten van het verenkleed zijn bewaard gebleven.
Fortunguavis is een forse vogel, ter grootte van een duif.
De beschrijvers wisten enkele onderscheidende kenmerken vast te stellen. Die vormden een unieke combinatie van op zich niet unieke eigenschappen. De takken van het vorkbeen zijn verticaal gebogen. Het ravenbeksbeen heeft een rechte tot lichte holle zijrand. De duim is goed ontwikkeld met een grote en sterk gekromde klauw. De 'voet' van het schaambeen is groot met een naar achteren gebogen punt. Het tweede middenvoetsbeen is verkort en haalt niet eens de bovenrand van het onderste gewrichtsvlak van het vierde middenvoetsbeen. De teenkootjes zijn stevig en robuust. De voetklauwen zijn sterk gekromd.
De kop is relatief kort en wigvormig in bovenaanzicht. Vooral de stevige voetklauwen zijn opvallend. De kromming en lengte komen overeen met die van tegenwoordige klimmende soorten en de beschrijvers vermoedden voor Fortunguavis een overeenkomstige levenswijze, de eerste keer dat die bij een lid van de Enantiornithes werd aangetroffen.
Fortunguavis is in de Enantiornithes geplaatst, in een vrij afgeleide positie. De precieze verwantschappen bleken niet te bepalen.